# Wjatscheslaw Sedrakowitsch Kurginjan
Wjatscheslaw Sedrakowitsch Kurginjan (russisch Вячеслав Седракович Кургинян; * 22. Dezember 1986 in Ufa) ist ein russischer Shorttracker.
Kurginjan startete erstmals bei der Juniorenweltmeisterschaft 2004 in Peking auf internationaler Ebene. Dort erreichte er über 1500 Meter zumindest das Viertelfinale, auf den anderen Strecken schied er bereits in den Vorläufen aus. Dennoch nominierte der russische Verband ihn bereits im Februar 2005 zum Shorttrack-Weltcup, wo ihm in den letzten beiden Saisonstationen allerdings keine Top-Resultate mehr gelangen. Dafür schnitt er bei der Weltmeisterschaft 2005 besonders über 1500 Meter erfolgreich ab und qualifizierte sich auf dieser Langdistanz sogar für das Viertelfinale, wo er als Vierter scheiterte. Im Weltcup 2005/06 nahm der Russe an allen Stationen teil und sammelte so auf der 1500-Meter-Distanz mehrere Punkte, wodurch er sich auf einen guten 25. Rang im Disziplinenweltcup dieser Strecke platzierte. Bei der Junioren-WM 2006 schaffte er mit der Staffel sogar den Finaleinzug, dort wurden sie jedoch disqualifiziert. Wegen der ordentlichen Leistungen in jenem Winter nahm Kurginjan als einer von nur zwei männlichen Shorttrackern seines Landes an den Olympischen Winterspielen 2006 in Turin teil. Neben Michail Raschkin startete er in allen Einzelrennen, sein bestes Ergebnis blieb ein 14. Rang über 500 Meter. Auch in den anderen Wettkämpfen errang er Resultate in der Nähe des 15. Platzes.
Im Weltcup 2006/07 erreichte Kurginjan zwei zwölfte Plätze als beste Resultate, bei Großereignissen ging er nicht an den Start. Einen Winter später schaffte er sein erstes Top-10-Ergebnis im Weltcup, einen neunten Rang beim Saisonauftakt über 1500 Meter. Zudem gelang ihm mit der Staffel ein vierter Rang, ebenso wie bei der Europameisterschaft 2008, wo der Russe zudem auch auf den Einzelstrecken auftrumpfte. Zunächst platzierte er sich auf dem Silberrang über 1500 Meter, dann auf dem vierten Platz auf der 1000-Meter-Distanz. Mit diesen Top-Ergebnissen qualifizierte er sich für das 3000-Meter-Superfinale der besten Acht, in dem der Allround-Sieger gekürt wurde. Obwohl er dort nicht antrat, gelang ihm im Mehrkampfergebnis schließlich doch der sechste Rang, punktgleich mit dem Deutschen Tyson Heung. Diesen bis dahin größten Erfolg seiner Karriere verteidigte er bei der Weltmeisterschaft des gleichen Jahres in Gangneung nicht, stattdessen wurde er 46. und damit Vorletzter unter 48 Teilnehmern. Im Shorttrack-Weltcup 2008/09 ist nach vier von sechs Stationen ein zehnter Rang über 1000 Meter sein bestes Resultat, außerdem erreichte er mit der Staffel beim ersten Weltcup einen weiteren vierten Platz.
Auch national gelangen Kurginjan einige Erfolge, unter anderem gewann er die Silbermedaille über 3000 Meter bei der Russischen Meisterschaft 2005, im selben Jahr siegte er im Russland-Cup.